# Prezydent Miasta Krakowa
Prezydent Miasta Krakowa – najwyższy organ wykonawczy Miasta Krakowa. Jest zwierzchnikiem służbowym pracowników urzędu miasta, zwierzchnikiem kierowników miejskich jednostek organizacyjnych, a także służb, inspekcji i straży. Urząd ten został powołany 16 kwietnia 1792 roku, a jego powstanie wiązało się z wprowadzeniem 18 kwietnia 1791 Prawa o miastach.

## Wybór
Prezydent Krakowa zgodnie z Kodeksem wyborczym z 2011 r. wybierany jest w wyborach powszechnych, równych, bezpośrednich, w głosowaniu tajnym w trakcie ogólnopolskich wyborów samorządowych, które odbywają się co 5 lat.

## Przedmiot działalności i kompetencje Prezydenta
Ustawowo Prezydentowi przynależy władza wykonawcza, wykonuje on uchwały Rady Miasta Krakowa i zadania określone przepisami prawa, kieruje bieżącymi sprawami Miasta oraz reprezentuje je na zewnątrz. Wykonuje także zadania zarządu powiatu i starosty. Do zadań Prezydenta należy w szczególności:
- przygotowywanie projektów uchwał Rady Miasta Krakowa
- określanie sposobu wykonywania podjętych uchwał
- gospodarowanie mieniem komunalnym
- wykonywanie budżetu
- zatrudnianie i zwalnianie kierowników gminnych jednostek organizacyjnych
- opracowywanie planu operacyjnej ochrony przed powodzią.

Prezydent wykonuje swoje zadania przy pomocy Urzędu Miasta Krakowa, miejskich jednostek organizacyjnych oraz powiatowych służb, inspekcji i straży. Prezydent może powierzyć prowadzenie – w swoim imieniu – określonych spraw Miasta Zastępcom oraz Sekretarzowi Miasta.

## Lista prezydentów Krakowa

### Rzeczpospolita Obojga Narodów
| Lp. | Imię i nazwisko                                                     | Rozpoczęcie sprawowania urzędu | Zakończenie sprawowania urzędu | Długość urzędowania |
| --- | ------------------------------------------------------------------- | ------------------------------ | ------------------------------ | ------------------- |
| 1   | Franciszek Wielopolski (ur. 21 września 1732, zm. 14 stycznia 1809) | 16 kwietnia 1792               | 11 września 1792               | 149 dni             |
| 2   | Maciej Bajer (ur. ok. 1730, zm. po 1800)                            | 12 września 1792               | 5 marca 1794                   | 540 dni             |
| 3   | Filip Nereusz Lichocki (ur. 28 maja 1749, zm. 28 sierpnia 1806)     | 6 marca 1794                   | 23 kwietnia 1794               | 49 dni              |
| 4   | Michał Wohlman (ur. przed 1740, zm. ?)                              | 24 kwietnia 1794               | 14 czerwca 1794                | 52 dni              |
| 5   | Maciej Bajer (ur. ok. 1730, zm. po 1800)                            | 15 czerwca 1794                | 31 października 1798           | 1600 dni            |

### Księstwo WarszawskieiZabór austriacki
Po III Rozbiorze Polski Kraków został włączony do Monarchii Habsburgów.
| Lp. | Imię i nazwisko                                                 | Rozpoczęcie sprawowania urzędu | Zakończenie sprawowania urzędu | Długość urzędowania |
| --- | --------------------------------------------------------------- | ------------------------------ | ------------------------------ | ------------------- |
| 6   | Filip Nereusz Lichocki (ur. 28 maja 1749, zm. 28 sierpnia 1806) | 1 listopada 1798               | 31 sierpnia 1802               | 1399 dni            |
| 7   | Dominik Drdatzki                                                | 1 września 1802                | 1805                           | ok. 2,5 roku        |
| 8   | Józef Gollmayer                                                 | 1805                           | 1810                           | ok. 5 lat           |
| 9   | Stanisław Kostka Zarzecki                                       | 1 grudnia 1810                 | 2 listopada 1815               | 1798 dni            |

### Wolne Miasto Kraków
Państwo to zostało utworzone 18 października 1815 roku z południowego skrawka Księstwa Warszawskiego i było półdemokratyczną republiką konstytucyjną opartą na Kodeksie Napoleona i własnej konstytucji. Wolne Miasto (popularnie: rzeczypospolita krakowska) stało się ostoją dla osób z pozostałych zaborów i powstańczym „korytarzem”.
| Lp. | Imię i nazwisko                           | Rozpoczęcie sprawowania urzędu | Zakończenie sprawowania urzędu | Długość urzędowania |
| --- | ----------------------------------------- | ------------------------------ | ------------------------------ | ------------------- |
| 10  | Józef Matecki (ur. 1776, zm. 1819)        | 1 stycznia 1816                | 11 kwietnia 1816               | 102 dni             |
| 11  | Feliks Grodzicki (ur. ok. 1760, zm. 1838) | 11 kwietnia 1816               | 31 lipca 1816                  | 112 dni             |

### Zabór austriackiiWielkie Księstwo Krakowskie
Po powstaniu krakowskim, zorganizowanym przeciwko dominacji austriackiej, ale i faktycznie przeciwko trzem zaborcom naraz (czyli tzw. „państwom opiekuńczym”), miasto zostało w 1846 roku zaanektowane przez Austrię, w której granicach pozostawało aż do roku 1918. Nazwę Wolne Miasto Kraków zastąpiono nową: Wielkie Księstwo Krakowskie.
| Lp. | Imię i nazwisko                                                      | Rozpoczęcie sprawowania urzędu | Zakończenie sprawowania urzędu | Długość urzędowania |
| --- | -------------------------------------------------------------------- | ------------------------------ | ------------------------------ | ------------------- |
| 12  | Józef Walenty Krzyżanowski (ur. 1799, zm. 19 kwietnia 1849)          | 7 października 1848            | 19 kwietnia 1849               | 195 dni             |
| 13  | Ignacy Paprocki                                                      | 19 kwietnia 1849               | 27 czerwca 1853                | 1531 dni            |
| 14  | Fryderyk Tobiaszek (ur. ok. 1803, zm. 28 sierpnia 1856)              | 1 lipca 1853                   | 28 sierpnia 1856               | 1155 dni            |
| 15  | Andrzej Seidler-Wiślański (ur. 4 sierpnia 1812, zm. 1 kwietnia 1895) | 26 października 1856           | 12 września 1866               | 3609 dni            |
| 16  | Józef Dietl (ur. 24 stycznia 1804, zm. 18 stycznia 1878)             | 13 września 1866               | 18 czerwca 1874                | 2836 dni            |
| 17  | Mikołaj Zyblikiewicz (ur. 28 listopada 1823, zm. 16 maja 1887)       | 2 lipca 1874                   | 7 lutego 1881                  | 2413 dni            |
| 18  | Ferdynand Weigel (ur. 31 grudnia 1826, zm. 28 czerwca 1901)          | 17 lutego 1881                 | 17 września 1884               | 1309 dni            |
| 19  | Feliks Szlachtowski (ur. 20 listopada 1820, zm. 11 marca 1896)       | 17 września 1884               | 10 maja 1893                   | 3158 dni            |
| 20  | Józef Friedlein (ur. 4 lutego 1831, zm. 25 maja 1917)                | 24 maja 1893                   | 7 lipca 1904                   | 4062 dni            |
| 21  | Juliusz Leo (ur. 15 września 1861, zm. 21 lutego 1918)               | 11 lipca 1904                  | 21 lutego 1918                 | 4974 dni            |
| 22  | Jan Kanty Federowicz (ur. 6 sierpnia 1858, zm. 13 lipca 1924)        | 6 marca 1918                   | 13 lipca 1924                  | 2322 dni            |

### II Rzeczpospolita
| Lp. | Imię i nazwisko                                                         | Rozpoczęcie sprawowania urzędu | Zakończenie sprawowania urzędu | Długość urzędowania |
| --- | ----------------------------------------------------------------------- | ------------------------------ | ------------------------------ | ------------------- |
| 23  | Zdzisław Wawrausch (ur. 1865, zm. 1932)                                 | 21 lipca 1924                  | 18 lipca 1925                  | 363 dni             |
| 24  | Witold Ostrowski (ur. 15 czerwca 1875, zm. 14 sierpnia 1942)            | 21 lipca 1925                  | 4 czerwca 1926                 | 319 dni             |
| 25  | Karol Rolle (ur. 1 kwietnia 1871, zm. 28 listopada 1954)                | 19 czerwca 1926                | 13 lipca 1931                  | 1851 dni            |
| 26  | Władysław Belina-Prażmowski (ur. 3 maja 1888, zm. 13 października 1938) | 16 lipca 1931                  | 11 lutego 1933                 | 577 dni             |
| 27  | Mieczysław Kaplicki (ur. 12 grudnia 1875, zm. 7 sierpnia 1959)          | 16 lutego 1933                 | 1 lutego 1939                  | 2177 dni            |
| 28  | Bolesław Czuchajowski (ur. 23 lipca 1896, zm. 3 lipca 1941)             | 21 kwietnia 1939               | 3 września 1939                | 136 dni             |

### II wojna światowa
W czasach okupacji niemieckiej władza w Krakowie została przekazana pod kontrolę niemieckich prezydentów-komisarzy. 20 września 1939 prezydent Stanisław Klimecki został usunięty z funkcji i aresztowany, co równocześnie oznaczało likwidację polskiego rządu miasta. Na czele Zarządu Miasta Krakowa stanął nadburmistrz Drezna Ernst Zörner. W czasie okupacji hitlerowskiej Kraków funkcjonował jako stolica Generalnego Gubernatorstwa.
| Lp. | Imię i nazwisko                                                 | Rozpoczęcie sprawowania urzędu | Zakończenie sprawowania urzędu | Długość urzędowania |
| --- | --------------------------------------------------------------- | ------------------------------ | ------------------------------ | ------------------- |
| 29  | Stanisław Klimecki (ur. 20 listopada 1883, zm. 11 grudnia 1942) | 3 września 1939                | 20 września 1939               | 17 dni              |

(Stadthauptmann der Stadt Krakau) Starostowie miejscy Krakowa jako stolicy Generalnego Gubernatorstwa:
Mimo faktu, że prawodawstwo niemieckie nakazywało powołanie miejscowego burmistrza (prezydenta) odstąpiono od tego i obowiązki jego pełnił równocześnie niemiecki Stadthauptmann.
| # | Imię i nazwisko                                         | Rozpoczęcie sprawowania funkcji | Zakończenie sprawowania funkcji | Długość sprawowania funkcji |
| - | ------------------------------------------------------- | ------------------------------- | ------------------------------- | --------------------------- |
| 1 | Ernst Zörner (ur. 27 czerwca 1895, zm. 21 grudnia 1945) | 20 września 1939                | 22 lutego 1940                  | 156 dni                     |
| 2 | Carl Gottlob Schmid (1889–1966)                         | 23 lutego 1940                  | marzec 1941                     | ok. 13 miesięcy             |
| 3 | Rudolf Pavlu (ur. 15 lipca 1902, zm. 1949)              | kwiecień 1941                   | kwiecień 1943                   | ok. 2 lata                  |
| 4 | Josef Krämer (1904–1980)                                | kwiecień 1943                   | 18 stycznia 1945                | ok. 21 miesięcy             |

### Polska Rzeczpospolita Ludowa
| Lp. | Imię i nazwisko                                                        | Rozpoczęcie sprawowania urzędu | Zakończenie sprawowania urzędu | Długość urzędowania |
| --- | ---------------------------------------------------------------------- | ------------------------------ | ------------------------------ | ------------------- |
| 30  | Aleksander Żaruk-Michalski (ur. 26 lutego 1906, zm. 22 listopada 1992) | 21 stycznia 1945               | 2 lutego 1945                  | 13 dni              |
| 31  | Alfred Fiderkiewicz (ur. 2 sierpnia 1886, zm. 8 czerwca 1972)          | 5 lutego 1945                  | 11 czerwca 1945                | 126 dni             |
| 32  | Stefan Wolas (ur. 13 czerwca 1897, zm. 14 lutego 1976)                 | 14 czerwca 1945                | 6 października 1947            | 845 dni             |
| 33  | Henryk Dobrowolski (ur. 1904, zm. 7 lutego 1985)                       | 6 października 1947            | 6 czerwca 1950                 | 975 dni             |
| 34  | Marcin Waligóra (ur. 1906, zm. 1979)                                   | 6 czerwca 1950                 | 7 kwietnia 1954                | 1402 dni            |
| 35  | Tadeusz Mrugacz (ur. 3 lipca 1907, zm. 1 lutego 1978)                  | 7 kwietnia 1954                | 24 października 1957           | 1297 dni            |
| 36  | Wiktor Boniecki (ur. 17 kwietnia 1918, zm. 2 kwietnia 1997)            | 24 października 1957           | 6 listopada 1959               | 744 dni             |
| 37  | Zbigniew Skolicki (ur. 6 sierpnia 1908, zm. 28 listopada 1971)         | 6 listopada 1959               | 5 czerwca 1969                 | 3500 dni            |
| 38  | Jerzy Pękala (ur. 30 września 1929)                                    | 6 czerwca 1969                 | 26 kwietnia 1978               | 3246 dni            |
| 39  | Edward Barszcz (ur. 3 kwietnia 1928, zm. 25 maja 1981)                 | 27 kwietnia 1978               | 20 czerwca 1980                | 786 dni             |
| 40  | Józef Gajewicz (ur. 12 marca 1944)                                     | 26 września 1980               | 8 grudnia 1982                 | 804 dni             |
| 41  | Tadeusz Salwa (ur. 11 grudnia 1943, zm. 12 czerwca 2014)               | 9 grudnia 1982                 | 13 stycznia 1990               | 2593 dni            |

### III Rzeczpospolita
| Lp. | Zdjęcie | Imię i nazwisko (partia polityczna)  | Objęcie urzędu           | Złożenie urzędu        | Długość urzędowania |
| --- | ------- | ------------------------------------ | ------------------------ | ---------------------- | ------------------- |
| 42. |         | Jerzy Rościszewski (PPZ) (1935–2020) | 9 lutego 1990(dts)       | 20 czerwca 1990(dts)   | 131 dni             |
| 43. |         | Jacek Woźniakowski (1920–2012)       | 20 czerwca 1990(dts)     | 11 stycznia 1991(dts)  | 113 dni             |
| 44. |         | Krzysztof Bachmiński (ur. 1951)      | 7 lutego 1991(dts)       | 30 września 1992(dts)  | 601 dni             |
| 45. |         | Józef Lassota (UW) (ur. 1943)        | 9 października 1992(dts) | 4 listopada 1998(dts)  | 2217 dni            |
| 46. |         | Andrzej Gołaś (RS AWS) (ur. 1946)    | 4 listopada 1998(dts)    | 19 listopada 2002(dts) | 1476 dni            |
| 47. |         | Jacek Majchrowski (ur. 1947)         | 19 listopada 2002(dts)   | 7 maja 2024(dts)       | 7840 dni            |
| 48. |         | Aleksander Miszalski (PO) (ur. 1980) | 7 maja 2024(dts)         | nadal                  | 417 dni             |